# 同色金石斛
同色金石斛（学名：Flickingeria concolor），为兰科金石斛属下的一个种。其种加词“concolor”意为“同色的”。
现接受名为同色金石斛（Dendrobium concolor (Z.H.Tsi & S.C.Chen) Schuit. & Peter B.Adams, 2011)。